# Dittoceras garrettii
Dittoceras garrettii là một loài thực vật có hoa trong họ La bố ma. Loài này được Kerr mô tả khoa học đầu tiên năm 1939.